# Sixx:A.M.
I Sixx:A.M. sono un gruppo musicale hard rock statunitense, formato a Los Angeles nel 2007 da Nikki Sixx, bassista dei Mötley Crüe, James Michael e Daren Jay Ashba. Il nome "Sixx:A.M." è una combinazione ottenuta dai cognomi dei componenti del gruppo: Sixx, Ashba, Michael.

## Storia della band

### The Heroin Diaries Soundtrack(2007-2008)
La band ha realizzato The Heroin Diaries Soundtrack nel 2007, basato sulla biografia di Nikki Sixx The Heroin Diaries – Un anno nella vita di una rockstar allo sbando.
Originariamente il gruppo dichiarò di non avere intenzione di andare in tour ma, in seguito a un costante supporto dei fan e a un crescente interesse per un tour del gruppo, i Sixx:A.M. tennero una consultazione a livello nazionale per le date del tour. L'inizio del tour fu programmato nella primavera del 2008 ma, a causa di imprevisti, fu rinviato all'estate dello stesso anno. Il gruppo non aveva un batterista: reclutarono a tale scopo quello dei Beautiful Creatures, Glen Sobel.
Il 1º luglio 2008 i Sixx: A.M. iniziarono il tour estivo con il CrueFest, esibendosi con i Mötley Crüe, assieme a Buckcherry, Papa Roach e Trapt, avvalendosi sul palco di Tony Palermo, batterista dei Papa Roach. Il 25 novembre 2008 venne pubblicata la Deluxe Edition di The Heroin Diaries Soundtrack che includeva un EP intitolato Live Is Beautiful registrato durante le date del tour estivo.

### This Is Gonna Hurt(2009-2011)
Nell'aprile del 2009 Nikki Sixx e James Michael confermarono di essere in studio per comporre e che il nuovo album, come il primo, sarebbe stato un concept album.
Il 4 settembre 2010 venne reso pubblico che Sixx stava scrivendo un libro, intitolato This Is Gonna Hurt, che sarebbe stato accompagnato da un album omonimo.
Il 25 febbraio venne pubblicato Lies of the Beautiful People quale primo singolo estratto dall'album. L'album seguì il 3 maggio 2011.

### 7eModern Vintage(2011-2014)
Il 13 dicembre 2011 venne pubblicato 7, un EP acustico costituito dalle reinterpretazioni di sette brani contenuti nei due album già pubblicati.
Il 31 luglio 2014 il gruppo rese noto che il titolo per il loro terzo album sarebbe stato Modern Vintage, pubblicato il 7 ottobre 2014.

### Prayers for the Damned(2015–presente)
Nel luglio 2015, Sixx annunciò che i Sixx:A.M. avevano in programma la realizzazione di due nuovi album e di un conseguente tour mondiale nel 2016.
Il 1º marzo 2016 venne pubblicato Rise, primo singolo estratto da Prayers for the Damned, Vol. 1, pubblicato il 29 aprile 2016.

## Formazione
- Nikki Sixx – basso, cori (2007-oggi)
- Daren Jay Ashba – chitarra, cori (2007-oggi)
- James Michael – voce, chitarra ritmica, tastiere (2007-oggi), batteria (2007-2015)
- Dustine Stainke – batteria (2015-oggi)
- Amber Vanbuskirk – coro (2015-oggi)
- Melissa Harding – coro (2015-oggi)

### Turnisti
- Glen Sobel – batteria (2007)
- Tony Palermo – batteria (2008)

## Discografia

### Album in studio
- 2007 – The Heroin Diaries Soundtrack
- 2011 – This Is Gonna Hurt
- 2014 – Modern Vintage
- 2016 – Prayers for the Damned, Vol. 1
- 2016 – Prayers for the Blessed, Vol. 2

### EP
- 2008 – X-Mas in Hell
- 2008 – Live Is Beautiful
- 2011 – 7

### Singoli
| Anno | Titolo                       | Album                         |
| ---- | ---------------------------- | ----------------------------- |
| 2007 | Life Is Beautiful            | The Heroin Diaries Soundtrack |
| 2008 | Pray for Me                  | The Heroin Diaries Soundtrack |
| 2008 | Tomorrow                     | The Heroin Diaries Soundtrack |
| 2008 | Accidents Can Happen         | The Heroin Diaries Soundtrack |
| 2011 | Lies of the Beautiful People | This Is Gonna Hurt            |
| 2011 | This Is Gonna Hurt           | This Is Gonna Hurt            |
| 2012 | Are You with Me Now          | This Is Gonna Hurt            |
| 2014 | Gotta Get It Right           | Modern Vintage                |
| 2014 | Stars                        | Modern Vintage                |
| 2015 | Drive                        | Modern Vintage                |
| 2016 | Rise                         | Prayers For The Damned, Vol.1 |